# Doctrina de los actos propios

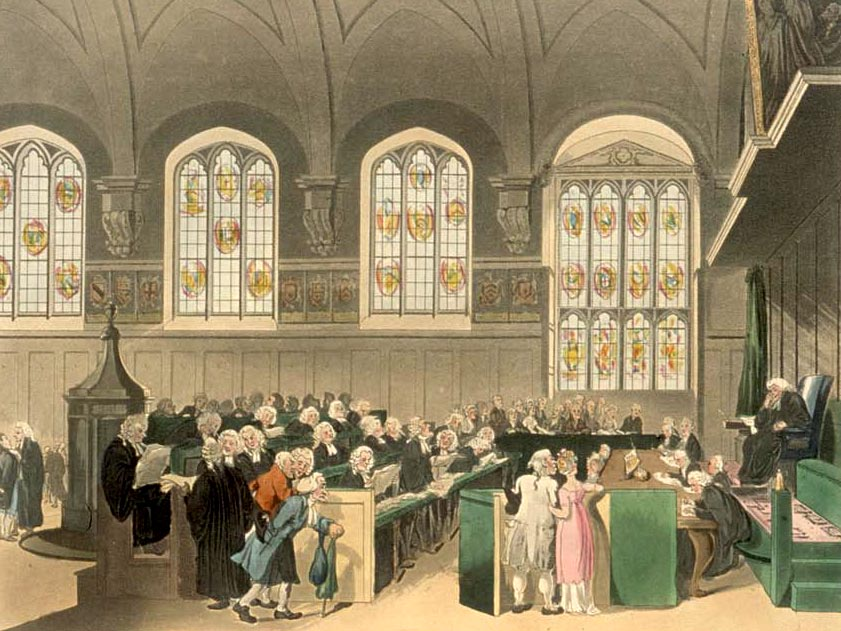
El Tribunal de Cancillería: este grabado fue publicado como Lámina 22 de Microcosmos de Londres (1808) (ver Archivo:Microcosmos de Londres Lámina 022 - Tribunal de Cancillería, Lincoln's Inn Hall.

La doctrina de los actos propios, conocida en latín bajo la fórmula non venire contra factum proprium (o también venire contra factum non potest), proclama el principio general de derecho que establece la inadmisibilidad de que un individuo argumente en contra de los actos que él mismo realizó con anterioredad, en especial cuando dicha argumentación tenga como objetivo cuestionar los actos posteriores de un tercero, que fue motivado por estos actos del primero y asumió la buena fé de los mismos.
Constituye un límite del ejercicio de un derecho subjetivo, de una facultad, o de una potestad, como consecuencia del principio de buena fe y, particularmente, de la exigencia de observar, dentro del tráfico jurídico, un comportamiento consecuente.

## Antecedentes históricos
El antecedente de mayor antigüedad es una responsa de Ulpiano, (Digesto 1, 7, 25). En ella se impide a un padre alegar la nulidad del testamento de su hija muerta, basando su pretensión en la ineficacia de la emancipación, cuando previamente este mismo padre había emancipado a su hija, otorgándole con tal acto la plena capacidad. En el Derecho medieval, Accursio y Bártolo de Sassoferrato, desarrollaron la teoría con base en dicho texto del Corpus Iuris Civilis, fundando la falta de legitimación activa del padre, para reclamar la nulidad del testamento, precisamente en tal expresión del acto propio.

## Contenido
En esta teoría no basta la mera contradicción de un acto previo con otro posterior. Con base en la autonomía moral de todo individuo, y considerando la falibilidad humana, toda persona tiene libertad y, por ende, puede corregir y enmendar sus errores cambiando la futura conducta. El núcleo de la teoría del acto propio se halla en las expectativas legítimas (E. Gandulfo). Dado que el individuo es un agente racional, puede planificar su futuro basándose en ciertas razones, que son hechos, creencias, deseos, etc. Ahora bien, el supuesto es que un agente, con su conducta, bajo ciertas condiciones de contexto -que no indiquen precariedad o provisionalidad-, puede abrir o crear ciertas expectativas a terceros, que sean justificadas en razones, y que sean legítimas según los principios del ordenamiento jurídico. Al planificar su desenvolvimiento en el tráfico, el tercero puede invertir tiempo y esfuerzo, y el agente con su conducta inconsecuente puede cerrarle o frustrarle las expectativas, causándole un daño injusto.
Prevención: Esta teoría no es aplicable a cualquier tipo de problemas, desbordándose sin límites. Rige en aquellos casos en que las expectativas no están protegidas o reguladas directamente por el Derecho positivo, a través de una distinta figura jurídica que responda a una base teórica diversa, como por ejemplo, la de la normatividad del contrato o la preclusión procesal. Es por ello que, para la figura del estoppel (según el Merriam-Webster Online Dictionary, se trata de un impedimento jurídico de que alguien alegue o niegue un hecho que contradiga sus propios hechos o declaraciones previos), esta prohibición no está fundada técnicamente en una "promesa" de base (Ch. Fried). 
Se ha señalado que por tales motivos, la extensión de casos abarcados por ella ha variado en el tiempo, ya que originalmente podría haber servido para fundar la fuerza vinculante de los contratos, en ausencia de una teoría que justificara en mejor forma tal propiedad.

## Requisitos de aplicación o supuestos operativos
- Que los actos propios sean inequívocos, en orden a que intersubjetivamente pueda determinarse el sentido de los actos del agente.
- Que entre la conducta anterior y la pretensión actual exista una incompatibilidad o una inconsecuencia, según el sentido que, de buena fe, hubiera de atribuirse a la conducta anterior.
- Que en la conducta del agente no ha de existir nunca ningún margen de error por haber actuado con plena conciencia para producir o modificar el sentido del acto anterior.
- Que sea razonable la generación de la expectativa primigenia, considerando todas las razones disponibles. Por ejemplo, del contexto no debe desprenderse que el acto prístino sea un acto de mera tolerancia.
- Que tal expectativa sea legítima, es decir, que guarde conformidad con los principios del ordenamiento jurídico.
- Que se produzca la frustración de tal clase de expectativa.
- Que se provoque un daño a terceros con la conducta cambiante; de lo contrario será irrelevante para el Derecho.

## Consecuencia del principio
Técnicamente la consecuencia básica es procesal (L. Diez-Picazo): la prohibición para el agente inconsecuente, de poder alegar judicialmente el cambio de su conducta como hecho operativo o fundante de algún derecho o potestad propia, frente a ese tercero confiado (exclusivamente). Es decir, afecta la legitimación procesal activa del agente o la legitimación pasiva procesal respecto de la alegación de un derecho o excepción, calificando de inadmisible la pretensión o la defensa, sin que necesariamente afecte, en general, la existencia de tal derecho o potestad (De ahí que sea una cuestión de resolución previa a la aplicación del principio iura novit curia respecto del resto del Derecho en discusión). 
Sin embargo, hay algunas posiciones que piensan que sus efectos pueden extenderse más allá, hacia ámbitos sustantivos, incluso a responsabilidad, lo cual no ha sido pacífico.

## Ámbito de aplicación
No solo está reservado a disputas entre particulares, sino que también se extiende a la Administración Pública y al Ministerio Público, con ciertas adecuaciones, en virtud del sometimiento al Imperio del Derecho. En efecto, en la medida en que tanto la Administración Pública, como la Fiscalía, puedan generar las expectativas justificadas en los ciudadanos y defraudarlas, éstos pueden quedar sometidos a esta regla. El cambio de sus conductas solo debe producirse previo aviso a los ciudadanos (los criterios de fondo del cambio quedan sometidos a otros principios).
El Tribunal Constitucional español ha decretado que: "aunque tal doctrina puede ser aplicable a las relaciones jurídicas regidas por el Derecho administrativo y por el Derecho público en general, como ha venido reconociendo la jurisprudencia del Tribunal Supremo, sólo puede serlo con las necesarias matizaciones, que no la desvíen de los principios rectores que constituyen su fundamento último, que son, como acabamos de recordar, la protección de la confianza y la protección de la buena fe. Deriva de ello el que si el juego de tales principios puede encontrar alguna conexión con la idea de seguridad jurídica, no tiene ninguna con el derecho de los ciudadanos a la igualdad ante la ley que consagra el art. 14...".

## Casos
- El padre que reconoce voluntariamente (acto de admisión de paternidad) a una persona como hijo, y pretende posteriormente impugnar dicho estado civil.
- El establecimiento que vende alcoholes a una persona, que sufre un accidente en sus dependencias y luego pretende exculparse de su responsabilidad alegando precisamente la ingesta alcohólica de esa misma persona.
- El trabajador que alega malos tratos del empleador, cuando aquel ha maltratado de manera inmediata a este último.
- La parte que pretende el desconocimiento de un documento en un juicio, cuando utilizó el mismo documento en otro.
- El que alega la nulidad del contrato y a la vez pretende, en juicio paralelo, el cumplimiento forzado del mismo.
- El que como heredero de su padre, demanda la restitución de un inmueble que, a su vez como heredero de otra persona, lo entregó a unos legatarios cumpliendo un testamento.
- La parte que pide nulidad de un acto de prueba, precluyendo luego la opción de renovarla, para después alegar en alzada la indefensión en que lo dejó tal decisión.
- La persona que en las tratativas preliminares de un contrato crea la razonable confianza de que dicho contrato se perfeccionará, pero luego rompe injustificada e intempestivamente dichas negociaciones.